# Бояна (река)
Вижте пояснителната страница за други значения на Бояна.
Бояна (на албански: Buna; на сръбски: Бојана, Bojana) е реката която отводнява Шкодренското езеро към Адриатическо море. Дълга е 41 км, като половината от дължината ѝ по долното течение оформя границата между Албания и Черна гора.
Бояна е плавателна река за неголеми плиткогазещи съдове. Въпреки че е къса, реката е с водосборен басейн от 5187 km ², което я прави втора по пълноводие в Адриатическия басейн след По в Италия. Басейна ѝ обхваща този на Шкодренското езеро и на Дрин, тъй като единия му ръкав се оттича чрез Бояна в Адриатическо море.
В предустието си е разделена на две образувайки изкуствения остров Бояна принадлежащ на Черна гора. В този участък от реката има и по-малки острови на албанска територия които са атрактивни туристически дестинации.
След бунтовете срещу бащите си крале, аналогично и при двете ситуации, Стефан Дечански (1314) и Стефан Душан (1331) бягат отвъд реката търсейки спасение. В района са се намирали личните зетски владения на царица Елена.